# Gramaticalidade
Em linguística, gramaticalidade é a determinação gramatical de uma sentença, isto é, a propriedade que define se uma sentença é gramatical — capaz de ser entendida por um falante nativo — ou agramatical. Esta noção surgiu com a gramática gerativa proposta por Noam Chomsky, cujo objetivo é formular regras que definam sentenças gramaticais bem formadas. Essas regras também fornecem explicações sobre ambiguidades e posições sintáticas.
Na linguística teórica, o julgamento do falante sobre a boa formação de uma sentença — chamado de julgamento de gramaticalidade — é baseado na interpretação da frase de acordo com as regras gerativas. Se tais regras forem seguidas, a sentença será considerada gramatical. Em contraste, chama-se de agramatical aquela que viola a produção linguística de determinada língua.